# Bernathonomus ovuliger
Bernathonomus ovuliger är en fjärilsart som beskrevs av Adalbert Seitz 1922. Bernathonomus ovuliger ingår i släktet Bernathonomus och familjen björnspinnare. Inga underarter finns listade i Catalogue of Life.